# Брусовцов, Иван Александрович
Иван Александрович Брусовцов (1910—1990) — советский военнослужащий. В Рабоче-крестьянской Красной Армии служил в 1932—1934, 1939—1941 и 1943—1945 годах. Воинские специальности — стрелок и наводчик противотанкового ружья. Участник Великой Отечественной войны. Полный кавалер ордена Славы. Воинское звание — старшина.

## Биография

### До войны
Иван Александрович Брусовцов родился 18 октября 1910 года в селе Ржава (ныне — в Глушковском районе Курской области) в крестьянской семье. Русский. Окончил четыре класса начальной школы в 1922 году. Трудился в крестьянском хозяйстве своего отца, затем в колхозе. В 1932—1934 годах проходил срочную службу в Рабоче-крестьянской Красной Армии. После демобилизации вернулся на родину. До 1939 года работал плотником.

### Начало боевого пути
В связи со сложной внешнеполитической обстановкой в ноябре 1939 года И. А. Брусовцов по частичной мобилизации вновь был призван на военную службу. Начало Великой Отечественной войны застало его недалеко от западной границы СССР. В боях с немецко-фашистскими захватчиками Иван Александрович с июня 1941 года. Участвовал в приграничных сражениях, затем с боями отступал на восток. В августе у Десны часть, в которой служил красноармеец Брусовцов, попала в окружение. Иван Александрович избежал плена, но линия фронта стремительно отдалялась, и выйти к своим ему не удалось. Два с лишним месяца Брусовцов скитался по лесам, пока в ноябре 1941 года не наткнулся на партизан. Почти два года он воевал в партизанском отряде, действовавшем в Черниговской области.
В начале сентября 1943 года группа партизан, в составе которой был и И. А. Брусовцов, встретилась с передовыми частями 65-й армии Центрального фронта (с 20 октября — Белорусский фронт). Уже через несколько дней Иван Александрович был зачислен рядовым бойцом в 96-й стрелковый полк 140-й стрелковой дивизии и после недельного обучения назначен на должность наводчика противотанкового ружья роты противотанковых ружей. Участвовал в боях за расширение плацдарма на правом берегу реки Сож в районе деревни Старые Дятловичи, затем в Гомельско-Речицкой операции, в ходе которой части дивизии сумели прорвать оборону противника и перерезать шоссе и железную дорогу Калинковичи — Гомель.
Во время боёв под Гомелем 140-я стрелковая дивизия понесла большие потери. В начале декабря 1943 года она была выведена в резерв и после доукомплектования переброшена на 1-й Украинский фронт. 23 декабря подразделения дивизии заняли позиции на четырёхкилометровом участке фронта в районе населённого пункта Новаки Житомирской области в полосе обороны 13-й армии. На следующий день части дивизии вынуждены были отражать мощный танковый контрудар противника со стороны Коростеня. 96-й стрелковый полк держал оборону на танкоопасном направлении севернее села Хотиновка. После мощной артиллерийской подготовки немцы бросили в бой превосходящие силы пехоты и танков. Им удалось глубоко вклиниться в оборонительные порядки полка и отрезать от основных сил группу бойцов 2-го стрелкового батальона, среди которых оказался и расчёт противотанкового ружья красноармейца И. А. Брусовцова. Бывшему партизану не раз приходилось сражаться в черниговских лесах с превосходившим по численности врагом и выходить из окружения. Большой опыт партизанской войны пригодился Ивану Александровичу и в сложившейся непростой ситуации. При прорыве из кольца, умело маскируясь, он под сильным ружейно-пулемётным огнём немцев вплотную подобрался к вражеской траншее и забросал её ручными гранатами, уничтожив находившихся в ней солдат противника. Тем самым Брусовцов дал возможность своим боевым товарищам вырваться из окружения.
Более трёх суток 140-я стрелковая дивизия стойко удерживала занимаемые рубежи и несмотря на сложное положение отразила все атаки численно превосходивших сил противника и нанесла ему большой урон в живой силе и технике. Измотав силы немцев, бойцы генерал-майора А. Я. Киселёва 28 декабря перешли в наступление в рамках Житомирско-Бердичевской операции, и прорвав оборону противника, продвинулись вперёд на 80 километров, очистив от противника 320 квадратных километров советской территории, освободив десятки населённых пунктов, в том числе город Новоград-Волынский. Продемонстрировавший в боях личное мужество, хорошую воинскую выучку и лидерские качества красноармеец И. А. Брусовцов был награждён медалью «За отвагу» и назначен на сержантскую должность командира отделения. Доверие командования Иван Александрович оправдал уже весной 1944 года во время Проскуровско-Черновицкой операции.

### Орден Славы III степени
Перед началом Проскуровско-Черновицкой операции 140-я стрелковая дивизия была передана из фронтового резерва в состав 28-го стрелкового корпуса 60-й армии. 4 марта 1944 года части дивизии перешли в наступление из района Ямполя. Противник к этому времени начал отвод своих войск на Тарнополь и Волочиск, потому советские войска быстро овладели первой линией немецкой обороны. Однако по мере приближения частей 60-й армии к Тарнополю сопротивление немцев всё более возрастало. Отражая многочисленные контратаки врага, 140-я стрелковая дивизия к 14 марта вышла в район к северо-западу от Тарнополя. Отделение красноармейца И. А. Брусовцова выбило противника с важной высоты 378,0 и в течение четырёх суток отражало яростные контратаки противника, стремившегося любой ценой прорваться на помощь окружённому в Тарнополе гарнизону. 15 марта Иван Александрович был ранен, но не покинул поля боя и продолжал умело командовать отделением. Всего за период с 14 по 18 марта он со своими бойцами отбил 18 контратак немцев, нанеся противнику большой урон в живой силе. Приказом от 9 апреля 1944 года красноармеец И. А. Брусовцов был награждён орденом Славы 3-й степени (№ 8401).

### Орден Славы II степени
Ранение оказалось нетяжёлым. Иван Александрович быстро вернулся в строй и был назначен командиром отделения 1-го стрелкового батальона. В составе своего полка в апреле — июле 1944 года он участвовал в боях за удержание и расширение плацдарма на западном берегу реки Серет. Отличился красноармеец Брусовцов в период подготовки Львовско-Сандомирской операции. В ходе частной наступательной операции по улучшению позиций, осуществлённой 19—20 июня 1944 года, перед 96-м стрелковым полком 140-й стрелковой дивизии была поставлена задача овладеть крупным опорным пунктом противника селом Нестеровцы. Подходы к селу с востока прикрывала хорошо укреплённая высота 393 — гора Обыдра. При штурме высоты 20 июня Иван Александрович со своими бойцами первым достиг вражеских позиций, и ворвавшись в первую линию немецких траншей, в ожесточённой рукопашной схватке сломил сопротивление немцев. Преследуя бегущего врага, его отделение продвинулось до второй линии немецких траншей, где заняло оборону. Стремясь вернуть утраченные позиции, противник каждые 30—60 минут предпринимал контратаки на позиции бойцов Брусовцова. После шквала артиллерийского огня группами по 10—15 человек немцы подбирались к траншеям, где закрепились советские солдаты, и завязывали жестокий гранатный бой. Но отделение Ивана Александровича, демонстрируя образцы стойкости и мужества, всякий раз давало немцам отпор и вынуждало их с большими потерями откатываться назад. Красноармеец Брусовцов, будучи ранен в голову, не покинул поля боя и продолжал умело руководить действиями своих бойцов и личным примером воодушевлял их на выполнение боевой задачи. В бою Иван Александрович уничтожил не менее 8 вражеских солдат. Только с наступлением темноты контратаки немцев прекратились, и Брусовцов был эвакуирован на пункт медицинской помощи. За доблесть и мужество, проявленные в бою, приказом от 3 сентября 1944 года он был награждён орденом Славы 2-й степени (№ 6118).

### Орден Славы I степени
Незадолго до начала Львовско-Сандомирской операции 140-я стрелковая дивизия была подчинена 38-й армии, в составе которой воевала до окончания Великой Отечественной войны. 14 июля 1944 года части дивизии мощным ударом прорвали оборону противника в районе села Богдановка и обеспечили ввод в прорыв подвижных соединений фронта. В ходе дальнейшего наступления на львовском направлении И. А. Брусовцов со своим отделением принимал участие в разгроме крупной группировки противника северо-западнее населённого пункта Пленикув, в ходе которого силами 96-го стрелкового полка было уничтожено более ста солдат и офицеров вермахта. Затем освобождал город Львов, форсировал реку Сан, штурмовал город Санок. Во время боевых действий в Карпатах небольшой группе пехоты противника удалось выйти в тыл полка в районе населённого пункта Заршин и создать угрозу его штабу, но стоявшее в боевом охранении отделение И. А. Брусовцова не только остановило врага в ста метрах от командного пункта, но и решительной атакой обратило его в бегство.
До конца ноября 1944 года 140-я стрелковая дивизия вела тяжёлые бои за перевалы в Восточных Карпатах. 30 ноября в составе 38-й армии она была передана 4-му Украинскому фронту и зимой 1945 года принимала участие в Западно-Карпатской операции, в ходе которой были созданы условия для разгрома моравско-остравской группировки противника. Прорвав в ходе Моравско-Остравской наступательной операции несколько сильно укреплённых оборонительных линий противника, в конце апреля 1945 года дивизия под командованием полковника М. М. Власова вышла на южные окраины Моравска-Остравы и 30 числа совместно с другими частями фронта овладела городом. В начале мая 1945 года 96-й стрелковый полк преследовал отступавшего на запад противника и вёл ожесточённые бои с его арьергардами. В одном из боестолкновений полк попал в тяжёлую ситуацию: крупные силы противника в ходе контратаки глубоко вклинились в оборонительные порядки стрелковых батальонов и смогли прорваться к штабу полка. В критический момент младший сержант И. А. Брусовцов с группой автоматчиков вынес с поля в безопасное место боя знамя полка после чего повёл бойцов в контратаку. В ожесточённой схватке Иван Александрович лично истребил до десяти солдат неприятеля и ещё двух взял в плен. Подоспевшее подкрепление довершило разгром врага.
6 мая 140-я стрелковая дивизия вошла в состав подвижной армейской группы, которая ранним утром 8 мая устремилась на помощь восставшей Праге. Здесь в освобождённом городе 9 мая 1945 года младший сержант И. А. Брусовцов завершил свой боевой путь. За отличие в боях на территории Чехословакии и спасение боевого знамени полка указом Президиума Верховного Совета СССР от 15 мая 1946 года Иван Александрович был награждён орденом Славы 1-й степени (№ 1198).

### После войны
После окончания Великой Отечественной войны И. А. Брусовцов оставался на военной службе до октября 1945 года. Демобилизовался Иван Александрович в звании старшины. До 1960 года жил и работал в Курской области. Затем переехал в Херсон, где до выхода на заслуженный отдых трудился на местном хлопчатобумажном комбинате. Умер Иван Александрович 27 сентября 1990 года. Похоронен в Херсоне.

## Награды
- Орден Отечественной войны 1-й степени (11.03.1985)[14];
- орден Славы 1-й степени (15.05.1946)[2];
- орден Славы 2-й степени (05.10.1944)[9];
- орден Славы 3-й степени (09.04.1944)[8];
- медали, в том числе:
  - медаль «За отвагу» (04.01.1944)[6];
  - медаль «За победу над Германией в Великой Отечественной войне 1941-1945 гг.».

## Документы
- Общедоступный электронный банк документов «Подвиг Народа в Великой Отечественной войне 1941—1945 гг.» Архивировано из оригинала 13 марта 2012 года.Номера в базе данных:

Орден Отечественной войны 1-й степени (архивный реквизит 1518726300).
Орден Славы 2-й степени (архивный реквизит 34535991).
Орден Славы 3-й степени (архивный реквизит 32400383).
Медаль «За отвагу» (архивный реквизит 27998205).